# Potočnica
Potočnica (plavomilje, nezaboravak, lat. Myosotis), biljni rod iz porodice boražinovki. Više od 150 priznatih vrsta, od kojih nekoliko raste i po Hrvatskoj, to su: planinska potočnica (M. alpestris), poljska potočnica ili livadna potočnica (M. arvensis), šarena potočnica (M. discolor), potočnica ledinasta (Myosotis laxa.), čekinjasta potočnica (M. ramosissima), močvarna potočnica (M. scorpioides), malocvjetna potočnica (Myosotis sparsiflora ), potočnica kruta (Myosotis stricta), uskolisna potočnica (M. alpestris subsp. suaveolens), šumska potočnica (M. sylvatica) i još neke.

## Vrste
1. Myosotis abyssinica Boiss. & Reut.
2. Myosotis afropalustris C. H. Wright
3. Myosotis albosericea Hook. fil.
4. Myosotis alpestris F. W. Schmidt
5. Myosotis amabilis Cheeseman
6. Myosotis ambigens (Bég.) Grau
7. Myosotis amoena (Rupr.) Boiss.
8. Myosotis angustata Cheeseman
9. Myosotis anomala Riedl
10. Myosotis antarctica Hook. fil.
11. Myosotis arnoldii L. B. Moore
12. Myosotis arvensis (L.) Hill
13. Myosotis asiatica (Vestergr.) Schischk. & Serg.
14. Myosotis atlantica Vestergr.
15. Myosotis australis R. Br.
16. Myosotis austrosibirica O. D. Nikif.
17. Myosotis azorica H. C. Watson ex Hook.
18. Myosotis baicalensis O. D. Nikif.
19. Myosotis balbisiana Jord.
20. Myosotis baltica Sam. ex H. Lindb.
21. Myosotis bothriospermoides Kitag.
22. Myosotis brevis de Lange & Barkla
23. Myosotis brockiei L. B. Moore & M. J. A. Simpson
24. Myosotis bryonoma Meudt, Prebble & Thorsen
25. Myosotis butorinae Stepanov
26. Myosotis cadmea Boiss.
27. Myosotis cameroonensis Cheek & R. Becker
28. Myosotis capitata Hook. fil.
29. Myosotis chaffeyorum Lehnebach
30. Myosotis chakassica O. D. Nikif.
31. Myosotis cheesemannii Petrie
32. Myosotis colensoi (Kirk) J. F. Macbr.
33. Myosotis concinna Cheeseman
34. Myosotis congesta Shuttlew.
35. Myosotis corsicana (Fiori) Grau
36. Myosotis czekanowskii (Trautv.) Kamelin & V. N. Tikhom.
37. Myosotis daralaghezica T. N. Popova
38. Myosotis debilis Pomel
39. Myosotis decumbens Host
40. Myosotis diminuta Grau ex Riedl
41. Myosotis discolor Pers.
42. Myosotis drucei (L. B. Moore) de Lange & Barkla
43. Myosotis dubia Arrond.
44. Myosotis ergakensis Stepanov
45. Myosotis exarrhena F. Muell.
46. Myosotis eximia Petrie
47. Myosotis explanata Cheeseman
48. Myosotis forsteri Lehm.
49. Myosotis gallica Vestergr.
50. Myosotis galpinii C. H. Wright
51. Myosotis glabrescens L. B. Moore
52. Myosotis glauca (G. Simpson & J. S. Thomson) de Lange & Barkla
53. Myosotis goyenii Petrie
54. Myosotis graminifolia DC.
55. Myosotis graui Selvi
56. Myosotis guneri A. P. Khokhr.
57. Myosotis hervei Sennen
58. Myosotis heteropoda Trautv.
59. Myosotis incrassata Guss.
60. Myosotis involucrata Stev.
61. Myosotis jenissejensis O. D. Nikif.
62. Myosotis jordanovii N. Andreev & Peev
63. Myosotis kamelinii O. D. Nikif.
64. Myosotis kazakhstanica O. D. Nikif.
65. Myosotis kebeshensis Stepanov
66. Myosotis keniensis T. C. E. Fr.
67. Myosotis koelzii Riedl
68. Myosotis kolakovskyi A. P. Khokhr.
69. Myosotis krasnoborovii O. D. Nikif. & Lomon.
70. Myosotis krylovii Serg.
71. Myosotis kurdica Riedl
72. Myosotis laeta Cheeseman
73. Myosotis laingii Cheeseman
74. Myosotis latifolia Poir.
75. Myosotis laxa Lehm.
76. Myosotis lazica Popov
77. Myosotis lithospermifolia (Willd.) Hornem.
78. Myosotis lithuanica (Schmalh.) Besser ex Dobrocz.
79. Myosotis litoralis Stev. ex Fisch.
80. Myosotis ludomilae Zaver.
81. Myosotis lyallii Hook. fil.
82. Myosotis lytteltonensis (Laing & A. Wall) de Lange
83. Myosotis macrantha (Hook. fil.) Benth. & Hook. fil.
84. Myosotis macrocalyx (Fisch. & C. A. Mey.) O. D. Nikif.
85. Myosotis macrosiphon Font Quer & Maire
86. Myosotis macrosperma Engelm.
87. Myosotis magniflora A. P. Khokhr.
88. Myosotis margaritae Stepánková
89. Myosotis maritima Hochst. ex Seub.
90. Myosotis martini Sennen
91. Myosotis matthewsii L. B. Moore
92. Myosotis michaelae Stepánková
93. Myosotis minutiflora Boiss. & Reut.
94. Myosotis monroi Cheeseman
95. Myosotis mooreana Lehnebach
96. Myosotis nemorosa Besser
97. Myosotis nikiforovae Stepanov
98. Myosotis ochotensis O. D. Nikif.
99. Myosotis olympica Boiss.
100. Myosotis orbelica (Velen.) Peev & N. Andreev
101. Myosotis oreophila Petrie
102. Myosotis pansa (L. B. Moore) Meudt, Prebble, R. J. Stanley & Thorsen
103. Myosotis paucipilosa (Grau) Ristow & Hand
104. Myosotis persoonii Rouy
105. Myosotis petiolata Hook. fil.
106. Myosotis pineticola Klokov & Des.-Shost.
107. Myosotis platyphylla Boiss.
108. Myosotis popovii Dobrocz.
109. Myosotis pottsiana (L. B. Moore) Meudt, Prebble, R. J. Stanley & Thorsen
110. Myosotis praecox Hülph.
111. Myosotis propinqua (Turcz.) Fisch. & C. A. Mey. ex DC.
112. Myosotis pulvinaris Hook. fil.
113. Myosotis pusilla Loisel.
114. Myosotis pygmaea Colenso
115. Myosotis radix-palaris A. P. Khokhr.
116. Myosotis rakiura L. B. Moore
117. Myosotis ramosissima Rochel
118. Myosotis refracta Boiss.
119. Myosotis rehsteineri Wartm.
120. Myosotis retrorsa Meudt, Prebble & Hindm.-Walls
121. Myosotis rivularis (Vestergr.) A. P. Khokhr.
122. Myosotis robusta D. Don
123. Myosotis sajanensis O. D. Nikif.
124. Myosotis saxosa Hook. fil.
125. Myosotis schistosa A. P. Khokhr.
126. Myosotis schmakovii O. D. Nikif.
127. Myosotis scorpioides L.
128. Myosotis secunda A. Murray
129. Myosotis semiamplexicaulis DC.
130. Myosotis sicula Guss.
131. Myosotis solange Greuter & Zaffran
132. Myosotis soleirolii Godr.
133. Myosotis sparsiflora Pohl
134. Myosotis spathulata G. Forst.
135. Myosotis speciosa Pomel
136. Myosotis speluncicola (Boiss.) Rouy
137. Myosotis stenophylla Knaf ex Opiz
138. Myosotis stolonifera (DC.) Leresche & Levier
139. Myosotis stricta Link ex Roem. & Schult.
140. Myosotis suavis Petrie
141. Myosotis subcordata Riedl
142. Myosotis superalpina A. P. Khokhr.
143. Myosotis sylvatica Ehrh. ex Hoffm.
144. Myosotis taverae Valdés
145. Myosotis tenericaulis Petrie
146. Myosotis tinei C. Brullo & Brullo
147. Myosotis traversii Hook. fil.
148. Myosotis ucrainica Czern.
149. Myosotis umbrosa Meudt, Prebble & Thorsen
150. Myosotis uniflora Hook. fil.
151. Myosotis venosa Colenso
152. Myosotis verna Nutt.
153. Myosotis vestergrenii Stroh
154. Myosotis welwitschii Boiss. & Reut.
155. Myosotis wumengensis L. Wei
156. Myosotis × bollandica P. Jeps.

## Vanjske poveznice
|  | Zajednički poslužitelj ima još gradiva o temi Myosotis |
|  | Wikivrste imaju podatke o taksonu Myosotis             |